# آآماکرا
آآماکرا (نام علمی: Aa macra) نام یک گونه از سرده آآ است.